# Guangou Shuiku
Guangou Shuiku är en reservoar i Kina. Den ligger i provinsen Hubei, i den centrala delen av landet, omkring 250 kilometer nordväst om provinshuvudstaden Wuhan. Guangou Shuiku ligger 83 meter över havet. Arean är 2,8 kvadratkilometer. Trakten runt Guangou Shuiku består till största delen av jordbruksmark. Den sträcker sig 2,6 kilometer i nord-sydlig riktning, och 3,4 kilometer i öst-västlig riktning.
Genomsnittlig årsnederbörd är 862 millimeter. Den regnigaste månaden är augusti, med i genomsnitt 146 mm nederbörd, och den torraste är januari, med 8 mm nederbörd.